# Crawling in the Dark
Crawling in the Dark è un singolo del gruppo alternative rock statunitense Hoobastank, primo singolo estratto dall'album Hoobastank.